# Бяла вода (област Бургас)
 Тази статия е за селото в Малкотърновско.  За селото в Никополско вижте Бяла вода (Област Плевен).  
Бя̀ла водà е село в Югоизточна България, община Малко Търново, област Бургас. До 1951 г. името на селото е Конàк.

## География
Село Бяла вода се намира на 47 km южно от центъра на областния град Бургас, на 36 km север-северозападно от общинския център град Малко Търново и на 30 km югоизточно от град Средец. Разположено е в Странджа планина, по южния склон в западната част на планинския рид Босна, на около 2 km южно от неговия връх Босна (453,9 m). Надморската височина в селото на площада при църквата е около 295 m. Течащите източно и западно от селото малки местни реки вливат водите си като леви притоци на течащата на около 3 – 4 km южно Младежка река.
Общински път от Бяла вода прави връзка на около 2 km на север с третокласния републикански път III-907, който след около 3 km на запад се включва в първокласния републикански път I-9 (Европейски път Е87), водещ на север през село Крушевец към Бургас, а на юг – през село Звездец и Малко Търново до границата с Република Турция при ГКПП Малко Търново.
Землището на село Бяла вода граничи със землищата на: село Индже войвода на север; село Калово на изток; село Звездец на юг; село Младежко на запад.
Населението на село Бяла вода, наброявало 342 души при преброяването към 1934 г. и 459 към 1956 г., намалява до 44 (по текущата демографска статистика за населението) към 2021 г.
При преброяването на населението към 1 февруари 2011 г., от обща численост 38 лица, за 34 е посочено „не отговорили“, а за останалите не са посочени данни.
Село Бяла вода се намира в границите на Природен парк „Странджа“ В землището на селото се намират защитените територии „Босна (защитена местност)“ и природната забележителност „Пещерата Еленина дупка“.

## История
Селото е било пътна станция на стар път, свързващ Малко Търново с Бургас. То се споменава в османски данъчни регистри от втората половина на 17 век. През втората половина на XIX век в Конак развиват дейност двама възрожденци - свещеникът Петър от Гьоктепе и учителят Ставри от Лозенград.
В 1878 година Бяла вода остава в Османската империя и много от жителите му се изселват в Източна Румелия, страхувайки се от отмъщение за сблъсъците си с турски и черкезки бежанци по време на Руско-турската война. Впоследсвие повечето от тях се завръщат.
В началото на януари 1903 година, нелегалният Георги Костадиев основава комитет на ВМОРО в Конак, а през март Киро Узунов, Дико Джелебов, Иван Делибозов и Иван Тамахкяров събират и заклеват мъжете от цялото село. В избрания революционен комитет влизат Петър Станчев, Станко Георгиев, Жеко Недялков, Георги Нанкин и Вълкан Стамов.
По време на Преображенското въстание през 1903 в района на селото се води сражение. При потушаването на въстанието Конак силно пострадва. Всичките 83 къщи са ограбени, а населението бяга в България.
Според „Одрински глас“ в 1907 – 1908 година селото пострадва от властите вследствие на гръцки интриги.
| Смъртна дружина в Конак | Смъртна дружина в Конак | Смъртна дружина в Конак |
| Номер                   | Име                     | Длъжност                |
| ----------------------- | ----------------------- | ----------------------- |
| 1.                      | Петър Станчев           | войвода                 |
| 2.                      | Георги Нанкин           | подвойвода              |
| 3.                      | Хрусул Тодоров          |                         |
| 4.                      | Иван Мавродиев          |                         |
| 5.                      | Стойко Георгиев         |                         |
| 6.                      | Жеко Недялков           |                         |
| 7.                      | Вълкан Стамов           |                         |

След Балканските войни в селото се заселват и бежанци от Източна Тракия. През 1926 то има 306 жители, но след масовите миграции към градовете през втората половина на XX век към 2007 година те са само 36.
Начално училище в село Бяла вода е създадено през 1913 г. Първоначално са ползвани помещения в частни къщи, а през 1923 г. е построена училищна сграда. Училището в Бяла вода съществува до 1971 г.

## Население

### Етнически състав
Преброяване на населението през 2011 г.
Численост и дял на етническите групи според преброяването на населението през 2011 г.:
|                     | Численост |
| Общо                | 38        |
| Българи             | -         |
| Турци               | -         |
| Цигани              | -         |
| Други               | -         |
| Не се самоопределят | -         |
| Неотговорили        | 34        |

## Обществени институции
Изпълнителната власт в село Бяла вода към 2022 г. се упражнява от кметски наместник.
В селото има православна църква „Свети Илия“.

## Личности
Родени в Бяла вода
- Георги Нанкин (1876 - 1957), деец на ВМОРО
- Йордан Мутафчиев (1940 - 2015), български офицер (армейски генерал) и политик

## Забележителности
- Останки от антично селище в местността Градището
- Тракийски могили южно от селото
- Тракийска и късноантична крепост в местността Кунгьов гроб
- Църква „Свети пророк Илия“ (18 век)
- Пещери Осморката, Пропадналото, Вълчата яма, Дупката, Чепра

Залив Чепра на Антарктическия полуостров е наименуван на пещерата Чепра.